# Laurent Akran Mandjo
Laurent Akran Mandjo (* 5. November 1940 in Songon-Agba; † 25. August 2020 in Abidjan) war ein ivorischer Geistlicher und römisch-katholischer Bischof von Yopougon. Er war von 2002 bis 2008 Präsident der ivorischen Bischofskonferenz.

## Leben
Laurent Akran Mandjo empfing am 11. Juli 1971 die Priesterweihe durch Bernard Yago, Erzbischof von Abidjan. Anschließend war er als Kaplan im Erzbistum Abidjan tätig. Von 1978 bis 1982 studierte Mandjo an der Päpstlichen Universität Urbaniana Kirchenrecht, das er mit einer Promotion abschloss.
Papst Johannes Paul II. ernannte ihn am 8. Juni 1982 zum ersten Bischof des neuerrichteten Bistums Yopougon. Die Bischofsweihe spendete ihm Bernard Yago am 18. September desselben Jahres; Mitkonsekratoren waren Justo Mullor García, Apostolischer Nuntius in der Elfenbeinküste und Apostolischer Pro-Nuntius in Burkina Faso und Niger, und Bernard Agré, Bischof von Man. Von 2002 bis 2008 war Mandjo Präsident der ivorischen Bischofskonferenz (CECCI – Conférence des Evêques Catholiques de Côte d’Ivoire).
Papst Franziskus nahm am 28. November 2015 sein alters- und gesundheitsbedingtes Rücktrittsgesuch an.